# Lythraria salicariae
Lythraria salicariae es una especie de insecto coleóptero de la familia Chrysomelidae.
Fue descrita científicamente en 1800 por Paykull.